# Madžari (Sziszek)
Madžari falu Horvátországban, Sziszek-Monoszló megyében. Közigazgatásilag Sziszekhez tartozik.

## Fekvése
Sziszek városától légvonalban 11, közúton 18 km-re délre, a Klobučakról Blinjára menő út mentén, a Kotar-Stari Gaj természetvédelmi terület délkeleti szélén, a Blinja-patak partján fekszik.

## Története
A falut a török veszély csökkenése után, valószínűleg csak a 18. század elején telepítették be horvát lakossággal. 1773-ban az első katonai felmérés térképén „Dorf Magyary” néven szerepel. A falunak 1857-ben 245, 1910-ben 455 lakosa volt.
A 20. század első éveiben a kilátástalan gazdasági helyzet miatt sokan vándoroltak ki a tengerentúlra. 1918-ban az új szerb-horvát-szlovén állam, majd később Jugoszlávia része lett. A II. világháború idején a Független Horvát Állam része volt. A háború után a béke időszaka köszöntött a településre. Enyhült a szegénység és sok ember talált munkát a közeli városokban. A falu 1991. június 25-én a független Horvátország része lett. 2011-ben 237 lakosa volt.

## Népesség
| Lakosság változása | Lakosság változása | Lakosság változása | Lakosság változása | Lakosság változása | Lakosság változása | Lakosság változása | Lakosság változása | Lakosság változása | Lakosság változása | Lakosság változása | Lakosság változása | Lakosság változása | Lakosság változása | Lakosság változása | Lakosság változása |
| ------------------ | ------------------ | ------------------ | ------------------ | ------------------ | ------------------ | ------------------ | ------------------ | ------------------ | ------------------ | ------------------ | ------------------ | ------------------ | ------------------ | ------------------ | ------------------ |
| 1857               | 1869               | 1880               | 1890               | 1900               | 1910               | 1921               | 1931               | 1948               | 1953               | 1961               | 1971               | 1981               | 1991               | 2001               | 2011               |
| 245                | 270                | 286                | 348                | 379                | 455                | 394                | 430                | 396                | 396                | 385                | 379                | 351                | 332                | 245                | 237                |

## Nevezetességei
- Szent Márton tiszteletére szentelt kápolnája.
- Határában található a Sziszek és Petrinya között húzódó Kotar-Stari Gaj természetvédelmi terület. Erdeit kocsánytalan tölgyesek, gyetyánosok, szelíd gesztenyések és bükkösök, északi oldalán tűlevelűek alkotják. Kiváló vadászterület, több vadászati objektummal.